# Philip Kotler
Philip Kotler (ur. 27 maja 1931 w Chicago) – ekonomista amerykański, honorowy profesor Katedry Marketingu Międzynarodowego w Kellogg School of Management na Northwestern University. Kellogg School of Management jest jedną z najważniejszych uczelni biznesu na świecie, kształcących w zakresie marketingu.

## Działalność naukowa
Philip Kotler jest autorem i współautorem podręczników i opracowań w dziedzinie marketingu. Za najważniejszą pozycję książkową uważana jest Marketing Management. Jest to popularny podręcznik studentów kierunków marketingu.
Jest nagrodzony tytułem Honorowego Wykładowcy Marketingu przyznawanego przez American Marketing Association.
Dyplom obronił na University of Chicago, a doktorat w Massachusetts Institute of Technology (MIT) – obie prace z ekonomii.
Poprzez swoją firmę konsultingową Kotler Marketing Group (KMG) Kotler zajmuje się również doradztwem dla wielu międzynarodowych korporacji: IBM, Michelin, Bank of America, Merck, General Electric, Honeywell, Motorola – w zakresie strategii marketingu, strategii, organizacji marketingu i marketingu międzynarodowego.
Prowadzi seminaria w zakresie zarządzania marketingowego na całym świecie. Jest laureatem doctora honoris causa przyznanego m.in. przez Akademię Ekonomiczną w Krakowie w 1998 roku. Do Polski przyjeżdżał pięciokrotnie (1998, 2003, 2006, 2009, listopad 2011) na seminaria, które odbywały się w Warszawie.

## Tytułydoktora honoris causa
- Uniwersytet w Sztokholmie, Sztokholm
- Universität Zürich, Zurych, 1990
- Athens University of Economics and Business, Ateny, 1995
- DePaul University, Chicago, 1988
- Akademia Ekonomiczna w Krakowie, Kraków
- HEC Paris
- Uniwersytet Ekonomiczny w Wiedniu, Wiedeń
- Budapest University of Economic Science and Public Administration, Budapeszt
- Academia de Studii Economice, Bukareszt
- Akademia Mohylańska w Kijowie, Kijów
- Universidad Católica de Santo Domingo, Santo Domingo, 1997
- Uniwersytet Bukareszteński, 31 maja 2012[2]